# Локерен
Локерен (нід. Lokeren, МФА: [ˈloːkərə(n)]) — місто в Бельгії в провінції Східна Фландрія. Населення 41 438 осіб (2018). Розташований на річці Дурм притоці ріки Шельда. Місто є другим за значенням після Сінт-Ніклас регіону Ваасланд.

## Історія
Археологічні знахідки на території Локерена доводять, що ця територія була заселена ще в епоху неоліту. Назва Ваас була дана цій місцевості римлянами від німецького кореня Wasu, що означає «болотиста земля». Перша згадка з назвою Локерен датується 1114 роком. На відміну від старих поселень, нове село збудували на правому березі Дурм. До середини XII століття вона стала незалежною волостю, а землеробство та переробка льону були двома основними рушіями економіки міста. Текстильна промисловість залишатиметься важливою до XX століття.
1555 року Карл V надав Локерену право утримувати ринок. У 16-му та 17-му столітті Ваасланд опинився на лінії вогню між протестантськами Нідерландами та католицькою Іспанією, що часто мало жахливі наслідки для місцевого населення. Після французької революції Локерен став центор кантону. У 1800 місто стає частиною округу Дендермонде, а за часів Наполеона в 1804 році отримує статус міста.
До 1970-х років основою економіки Локерена була текстильна промисловість.
Місто має цілу низку історичних пам'яток.

## Відомі люди
- Франсуа ван дер Ельст — бельгійський футболіст.

## Галерея

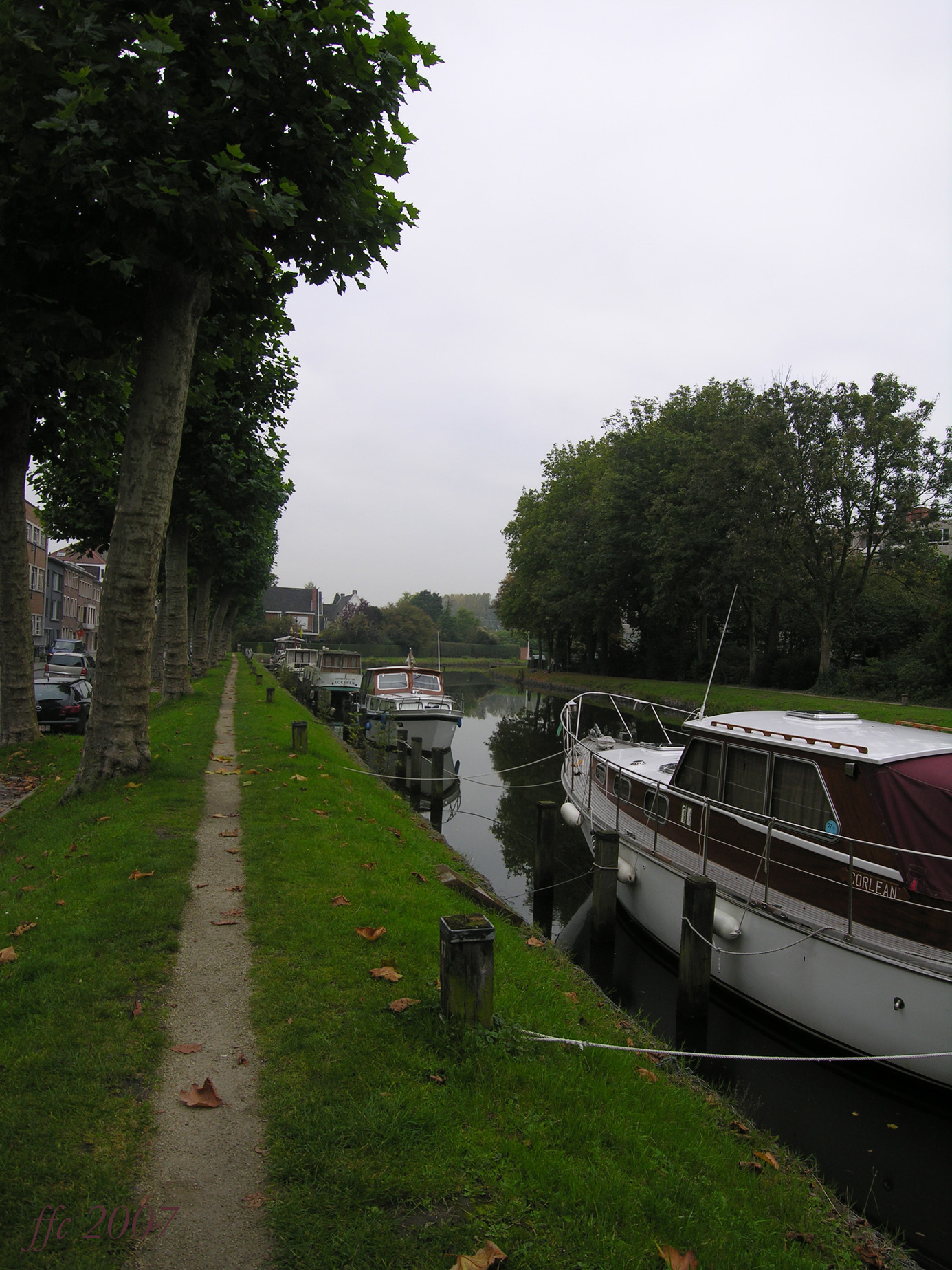
Річка Дурм
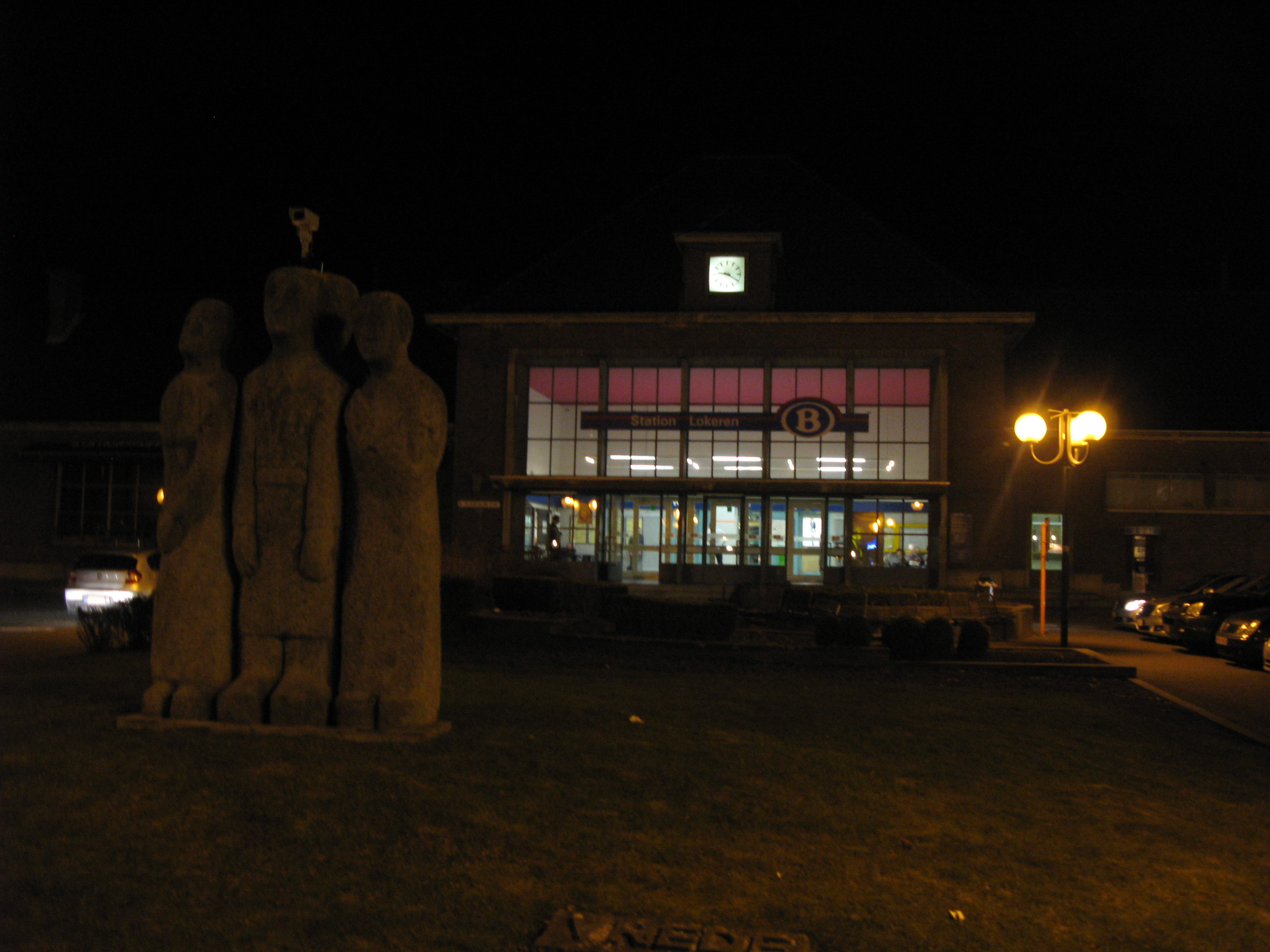
Станція
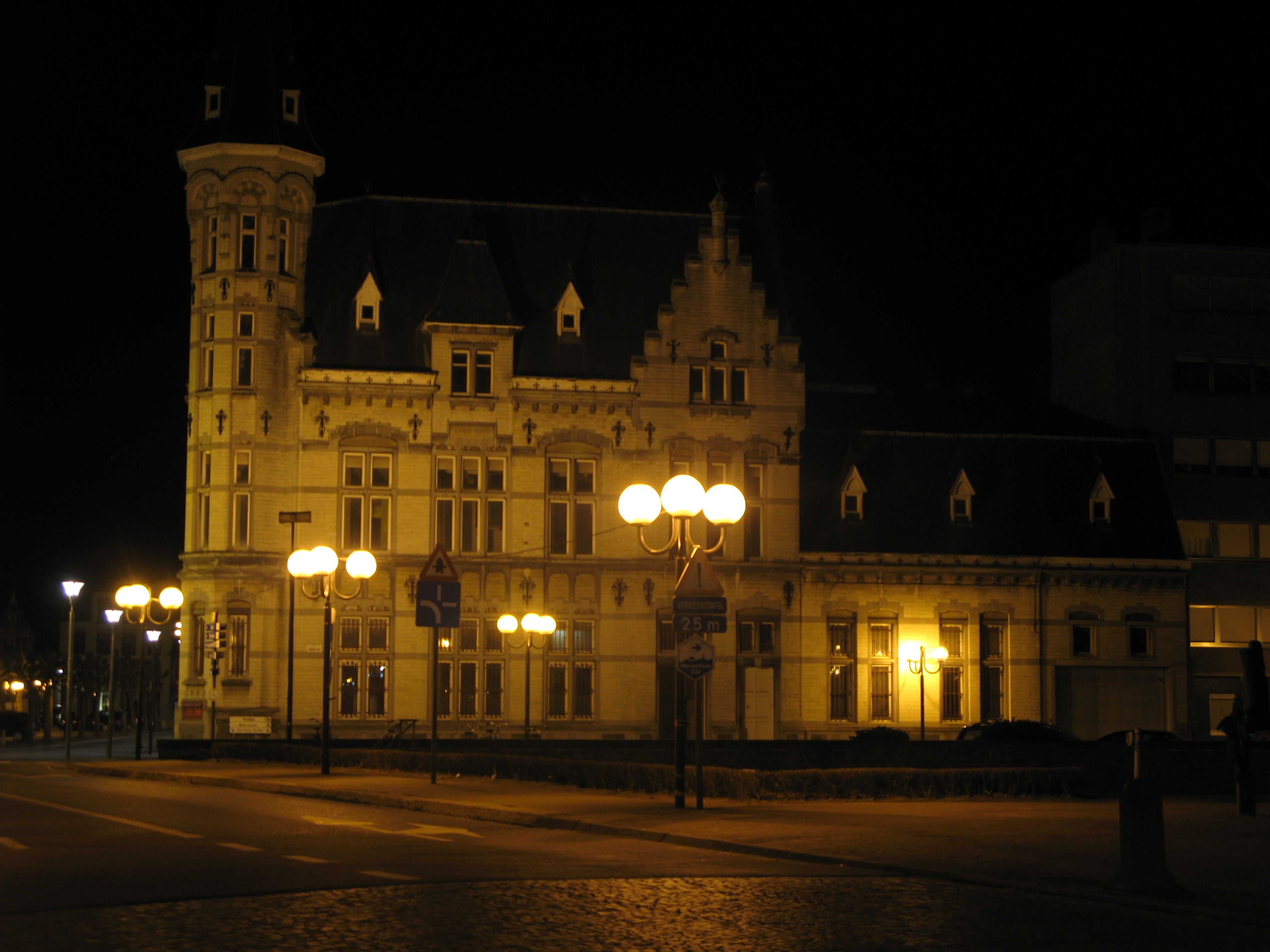
Старе поштове відділення
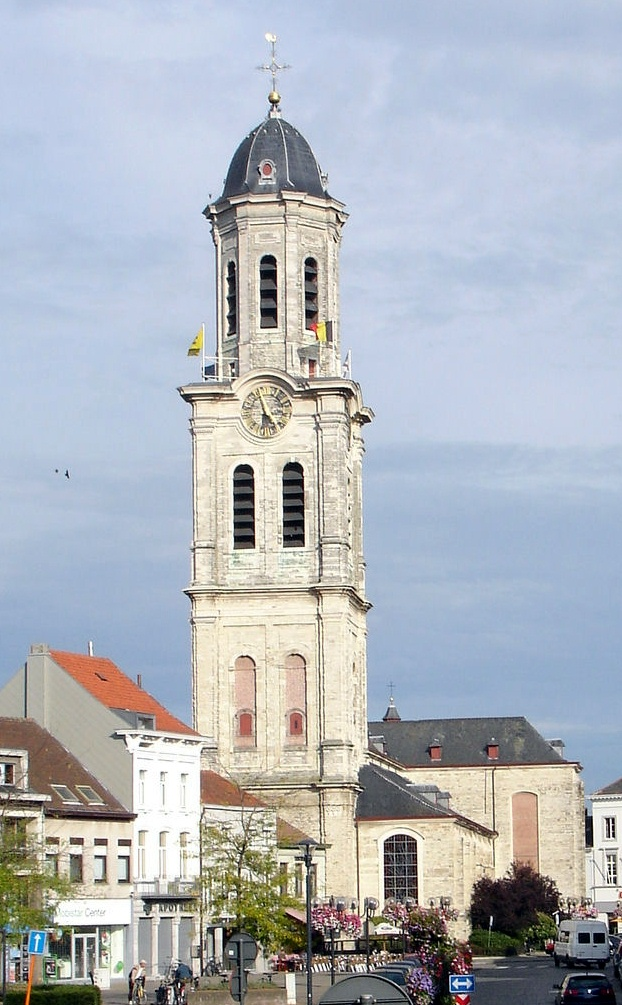
Церква Св. Лоренса